# Albrecht von Thaer

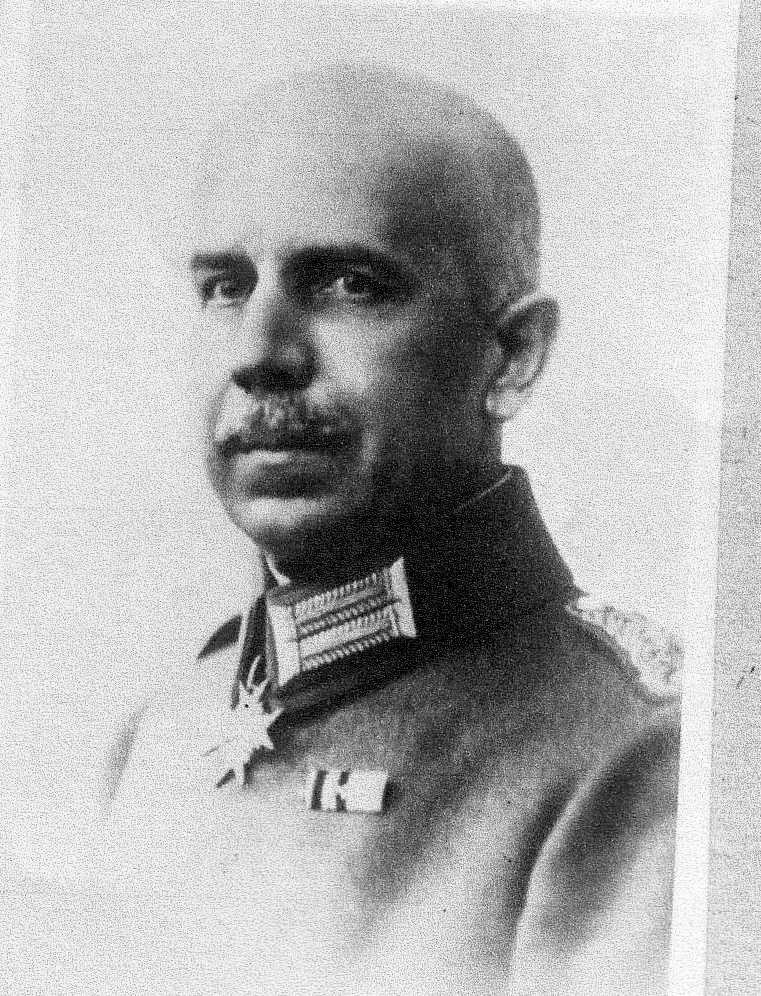
Oberst Albrecht von Thaer, hier mit Orden Pour le Mérite, nach dem 18. April 1918

Albrecht Georg Otto von Thaer (* 2. Juni 1868 in Panten; † 23. Juni 1957 in Gronau) war ein deutscher Generalstabsoffizier und Generalbevollmächtigter des ehemaligen Königs von Sachsen. Er wurde wegen der erfolgreichen Teilnahme am legendären militärischen Distanzritt von Berlin nach Wien im Jahr 1892 sowie durch die posthume Veröffentlichung seiner während des Ersten Weltkriegs verfassten Tagebücher bekannt.

## Kindheit und Ausbildung
Albrecht von Thaer wuchs als ältestes von sechs Kindern auf dem elterlichen Gut Pawonkau (heute Pawonków) im Kreis Lublinitz in Oberschlesien auf. Sein Vater Georg Ernst von Thaer (1834–1898), ein Landwirt und Pferdezüchter, war wegen seiner Verdienste um Landwirtschaft und Viehzucht geadelt worden. Seine Mutter war Franziska, geborene von Dresler und Scharfenstein (1843–1918), Tochter des Magdeburger und Wiesbadener Oberregierungsrates Otto von Dresler und Scharfenstein (1805–1880), einer ihrer Brüder war der nachmalige General der Infanterie und Ritter des Ordens Pour le Mérite Hermann von Dresler und Scharfenstein (1857–1942). Albrecht von Thaers Urgroßvater war Albrecht Daniel Thaer, der Begründer der modernen Landwirtschaft.
Thaers jüngerer Bruder Georg Friedrich Wilhelm von Thaer wurde später Landeshauptmann von Schlesien und Niederschlesien. Ein weiterer Bruder starb als Kleinkind, die drei Schwestern Johanna (1869–1958), Martha (1871–1940) und Franziska (1879–1975) heirateten schlesische oder ostpreußische Rittergutsbesitzer.
Thaer wurde zunächst von Hauslehrern in Pawonkau erzogen, besuchte später das Stadtgymnasium in Liegnitz und machte 1888 das Abitur an der Ritterakademie in Liegnitz. Bereits seit seiner Kindheit wollte er wegen der militärischen Familientradition mütterlicherseits (drei von vier Brüdern der Mutter waren Berufssoldaten) und auch wegen seiner Passion zu Pferden Kavallerie-Offizier werden. Dennoch bestand Thaers Vater darauf, dass er zunächst Jura studieren müsse, um seinem Sohn eine damals für Offiziere eher unübliche Hochschulausbildung zu ermöglichen. Während seiner Studentenzeit engagierte Thaer sich beim CVJM und wurde aktiver Anhänger des deutsch-konservativen Berliner Hofpredigers Adolf Stoeckers und dessen christlich-sozialer Versammlungen. 1892 legte Thaer vor dem Berliner Kammergericht das erste juristische Staatsexamen (zum Referendar) nach sieben Semestern ab.

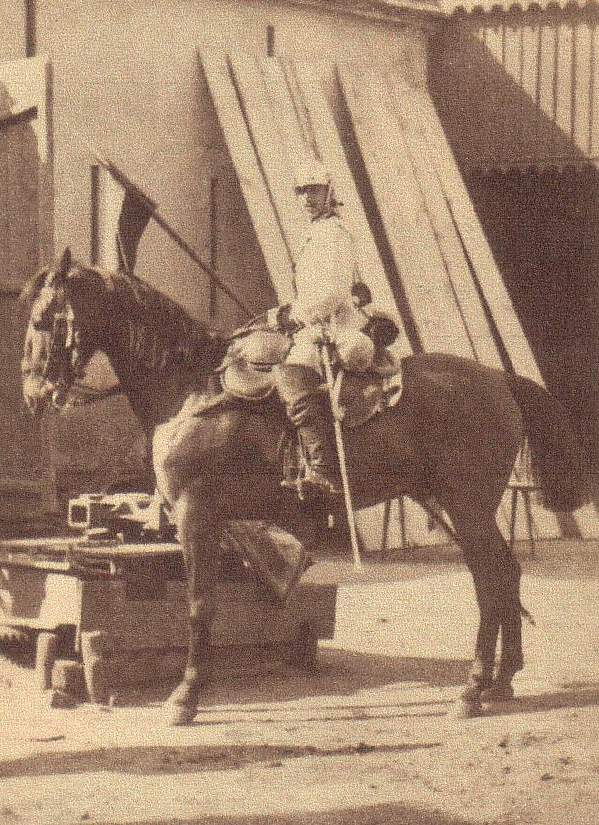
Albrecht von Thaer zu Pferde als Einjähriger beim Leib-Kürassier-Regiment „Grosser Kurfürst“ in Breslau 1891. Ausgestattet mit Pallasch, Lanze und vollem Marschgepäck.

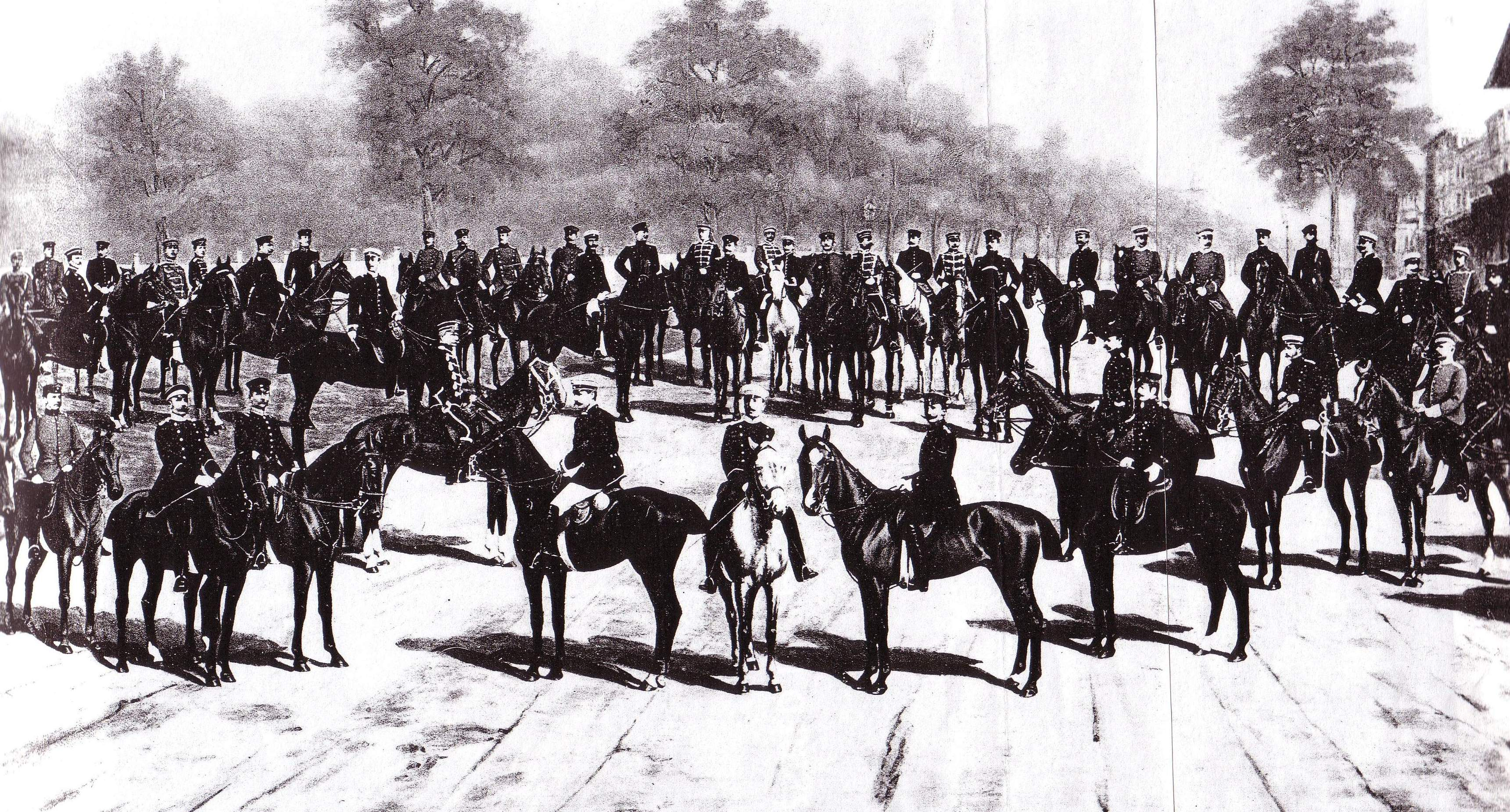
Teilnehmer des Distanzrittes Berlin-Wien 1892, auf dem Schimmel vorne mittig befindet sich Albrecht von Thaer.

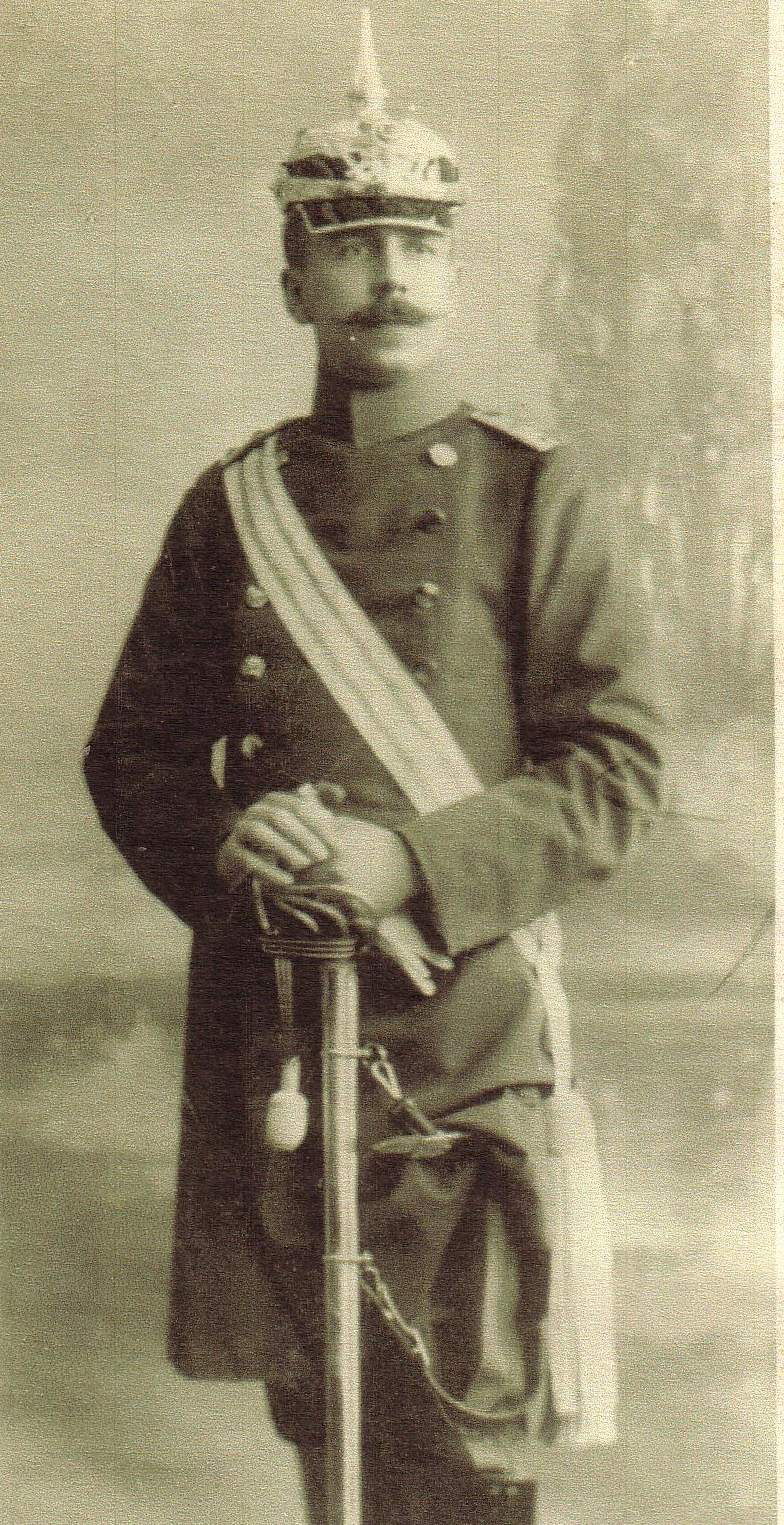
Albrecht von Thaer in der Uniform eines Majors des Generalstabs, nach 1910

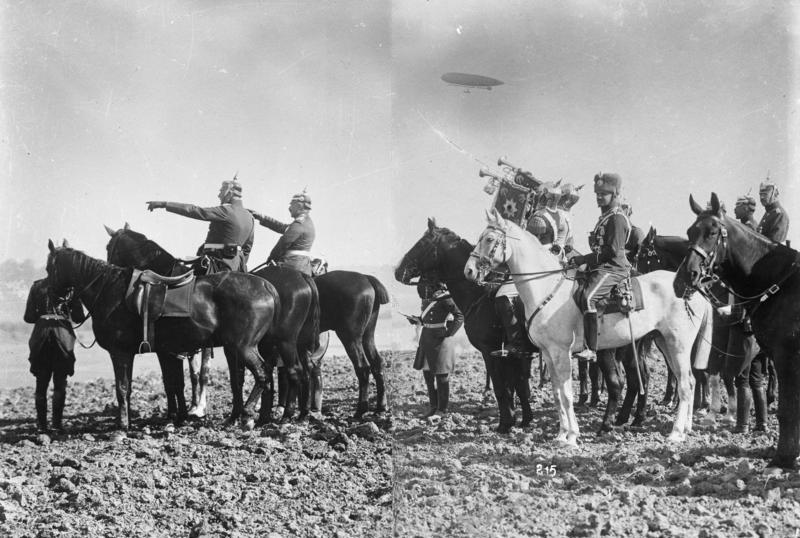
Kaisermanöver 1911 in Mecklenburg (Uckermark), zu Pferde links: Generalstabschef Helmuth von Moltke und Kaiser Wilhelm II.

## Militärische Laufbahn

### Der Seiteneinsteiger
Zunächst leistete Thaer 1890/91 das Einjährigen-Jahr beim Leib-Kürassier-Regiment „Großer Kurfürst“ (Schlesisches) Nr. 1 in Breslau ab. Am 1. Oktober 1891 erhielt er das Reserveoffizierspatent. Nach Abschluss des Studiums trat er am 16. April 1892 in das Kürassier-Regiment „von Seydlitz“ (Magdeburgisches) Nr. 7 in Halberstadt ein. Er wurde hier zwar als aktiver Leutnant patentiert, erhielt aber nicht sofort die erhoffte Vorpatentierung und war so zu Beginn seiner militärischen Karriere wegen seines Studiums rund vier Jahre älter als zeitgleich patentierte Absolventen der Kadettenanstalten. Nach mehreren Eingaben erfolgte später eine, wenn auch nur einjährige Vorpatentierung, veranlasst durch General Gustav Adolf von Deines, den vormaligen deutschen Militärbeauftragten in Wien. Thaers Vorgesetzter und Kommandeur des Regiments war Oberst von Rundstedt, der Kommandierende General des zuständigen IV. Armee-Korps war der General der Kavallerie Karl von Hänisch.

### Teilnahme am Distanzritt von Berlin nach Wien 1892
Im Sommer 1892 wurde vom deutschen Kaiser für Kavallerieoffiziere der deutschen Armee die Teilnahme an einem Langstreckenritt von Berlin nach Wien ausgeschrieben. Thaer, gerade erst patentierter Sekondeleutnant, meldete sich bei seinem Disziplinarvorgesetzten, um die Erlaubnis zur Teilnahme in der Uniform der Seydlitzer Kürassiere an diesem Wettkampf zu erhalten. Der ausgeschriebene Distanzritt Berlin–Wien war – Entfernung wie Bedingungen betreffend – einmalig, und es war zu erwarten, dass Reiter wie Pferd größten Anstrengungen ausgesetzt sein würden. Entsprechend bezweifelte der zuständige Kommandierende General von Hänisch, dass der gerade erst vom Studium eingetretene Leutnant diesen Strapazen gewachsen sei. Hänisch, der in Sorge um den Ruf seiner Kürassiere war, wurde darin auch vom Kommandeur der 8. Kavallerie-Brigade Generalmajor Willy von Haeseler bestärkt, erlaubte schließlich aber die Teilnahme.
Zielort der deutschen Reiter war Floridsdorf, ein Vorort von Wien. Schnellster deutscher Reiter war der Premierleutnant Freiherr von Reitzenstein vom Kürassier-Regiment Nr. 4 auf der Senner Stute Lippspringe. Das Pferd starb nach dem Rennen. Zweitschnellster deutscher Reiter (und in der Gesamtwertung Neunter) wurde Thaer mit einer Gesamtreitzeit von 78 Stunden und 45 Minuten. Das errungene Preisgeld betrug 1800 Mark. Sein Pferd, eine beim Start belächelte, kleine orientalisch-polnische Schimmelstute, die er 1890 auf dem Krakauer Pferdemarkt gekauft hatte, erreichte das Ziel mit Ausnahme eines Satteldruckes (aufgrund dessen es jedoch aus der Wertung zum „Konditionspreis“ herausfiel) gänzlich schadlos.
Später war Thaer Eskadronchef bei der schweren Kavallerie des Kürassier-Regiments „Königin“ (Pommersches) Nr. 2 (eine Traditionseinheit der früheren Ansbach-Bayreuth-Dragoner) in Pasewalk. Ab dem 1. Oktober 1910 war Thaer dann zum Großen Generalstab nach Berlin kommandiert. Dort wurde er der Französischen Abteilung zugeordnet, deren Abteilungsleiter (Abteilung 3) der spätere Generalstabschef und Generalleutnant Hermann von Kuhl war. Thaer war als Reiter für die Bearbeitung der französischen Kavallerie zuständig. Noch 1910 wurde er zum Major befördert.

### Ehrenstreit mit Generalstabschef Moltke
In die Zeit von Thaers Tätigkeit in Berlin fiel ein Streit des Hauptmanns mit einem deutlich ranghöheren Vorgesetzten, der die Nuancen zur Ehrhaftigkeit im damaligen preußisch-kaiserlichen Offizierkorps aufzeigt: Der 42-jährige Thaer meldete sich nach einem mehrmonatigen Russland-Urlaub 1910 zurück beim Chef des Großen Generalstabs in Berlin, dem Generalleutnant Helmuth Johannes von Moltke. Dieser forderte ihn anlässlich der Rückmeldung dazu auf, seine Sicht auf das deutsch-russische Verhältnis offen darzulegen. Vermutlich missverstand Moltke die Antwort des Hauptmanns, die er als Aufforderung zu einem Präventivkrieg verstand, was Thaer aber nicht ausgedrückt hatte. Moltke, der einen Präventivkrieg ablehnte, entließ Thaer aus dem Gespräch jedenfalls mit den militärisch formell korrekten Worten: „Ich danke Ihnen, Herr Hauptmann.“ Diese Formulierung verstand  Thaer jedoch als Beleidigung, da damals die persönlichere (eigentlich unkorrekte) Formulierung „Ich danke Ihnen, Thaer“ zwischen Vorgesetztem und Untergebenen üblich gewesen wäre. Nach Ablauf der 24-stündigen Wartefrist beschwerte Thaer sich entsprechend über die ihm ungerechtfertigt erschienene Anrede seines Vorgesetzten und Moltke entschuldigte sich dafür nach Klärung der Dinge auch bei ihm.

### Weitere Stabsverwendungen
Bereits am 15. September 1911 erfolgte die Versetzung zum Generalstab der 36. Division, einer Grenzdivision in Danzig, deren damaliger Kommandeur der Generalleutnant Kuno Arndt von Steuben war. Bestandteil der Division war die Leib-Husaren-Brigade, ebenfalls in Danzig stationiert. Zu dieser Brigade gehörten zwei Regimenter, das 1. Leib-Husaren-Regiment Nr. 1 sowie das 2. Leib-Husaren-Regiment „Königin Viktoria von Preußen“ Nr. 2. Zeitgleich mit dem Dienstantritt Thaers beim Divisionsstab wurde auch der Kronprinz Wilhelm von Preußen als Kommandeur des 1. Leib-Husaren-Regiments in Danzig-Langfuhr eingesetzt.
Ende Februar 1913 erfolgte für Thaer die Versetzung zum Gardekorps als Ia (Erster Generalstabsoffizier) nach Berlin. Dortiger Kommandierender General war zu dem Zeitpunkt noch der General der Infanterie und Generaladjutant Alfred von Loewenfeld, der bald darauf das Kommando an den General der Infanterie und Generaladjutanten Karl von Plettenberg abgab.

### Verwendungen im Ersten Weltkrieg und der Nachkriegszeit
Im August 1914 rückte das Gardekorps an die Westfront. Am 11. November 1914 nahm das Korps am konzentrischen Angriff auf Ypern teil, Thaer war dabei als stellvertretender Chef des Stabes des kombinierten Gardekorps unter Plettenberg längs der Straße Menin-Gheluwe-Gheluvelt eingesetzt.
Im Januar 1915 erfolgte seine Ernennung zum Chef des Generalstabs des IX. Reserve-Korps, das überwiegend im Stellungskrieg auf französischem Boden und später in den Materialschlachten der Jahre 1916 bis 1918 eingesetzt war. So beteiligte sich das Korps an den Abwehrschlachten an der Somme 1916, bei Arras und in Flandern 1917 sowie an der „Michael“-Offensive im März 1918 und dem Angriff (Operation „Georgette“) bei Armentières im April 1918. Nach der Abschlagung schwerer Feindoffensiven wurde Oberstleutnant Thaer am 6. August 1917 in seiner Funktion als „Korps-Chef“ der Orden Pour le Mérite verliehen.
Am 24. April 1918 erfolgte die Versetzung Thaers zur Obersten Heeresleitung (OHL) als Chef des Stabes des Generalquartiermeisters II. Die Funktion war für den General der Infanterie Erich Ludendorff geschaffen worden, der zusammen mit dem Generalfeldmarschall Paul von Hindenburg seit September 1916 das deutsche Heer führte.
Ab Anfang 1919 folgte die Stationierung im Grenzschutzort Schneidemühl. Von hier aus wurden Einsätze in den dem Krieg über mehrere Wochen folgenden, erbittert geführten Grenzkämpfen mit polnischen Einheiten geführt. Mitte Februar 1919 zog sich Thaers Truppenteil dann hinter den neu angelegten Korridor gemäß der Festlegung durch die siegreiche Entente zurück.
Am 7. September 1919 wurde er Chef des Generalstabs des Oberkommandos Nord, einer Heeresgruppe, deren Stab zunächst in Bartenstein, danach in Kolberg stationiert war (ab dann wurde diese Heeresgruppe in „Gruppenkommando 3“ umbenannt). Im Rahmen der Neuaufstellung der Reichswehr zu einem 20.000 Soldaten starken, später 100.000-Mann-Heer wurde Thaer am 10. März 1920 mit der Bildung des Reiter-Regiments 7 (vorher Reiter-Regiment 6) in Breslau beauftragt. Diese Einheit setzte sich überwiegend aus Angehörigen des ehemaligen Leib-Kürassier-Regiments zusammen. Das Regiment wurde von Thaer noch bis zum 31. Dezember 1921 als Kommandeur geführt.
Wegen zunehmender Differenzen mit dem Chef der Heeresleitung der Reichswehr der Weimarer Republik, Generalmajor Hans von Seeckt, reichte er dann seinen Abschied ein und trat auf eigenen Wunsch in der Uniform eines Obersten des alten Königlich-preußischen Generalstabes als 53-Jähriger in den militärischen Ruhestand. Thaer erhielt am 27. August 1939, dem sogenannten Tannenbergtag, den Charakter als Generalmajor verliehen.

## Kriegstagebücher und Kritik an der Kriegsführung

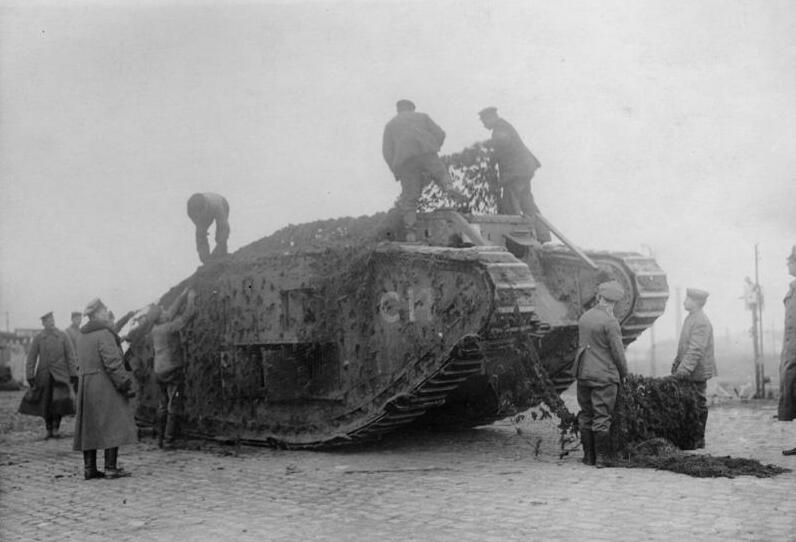
Erbeuteter britischer Tank Mark I. (female) nach der Schlacht bei Cambrai, Dezember 1917

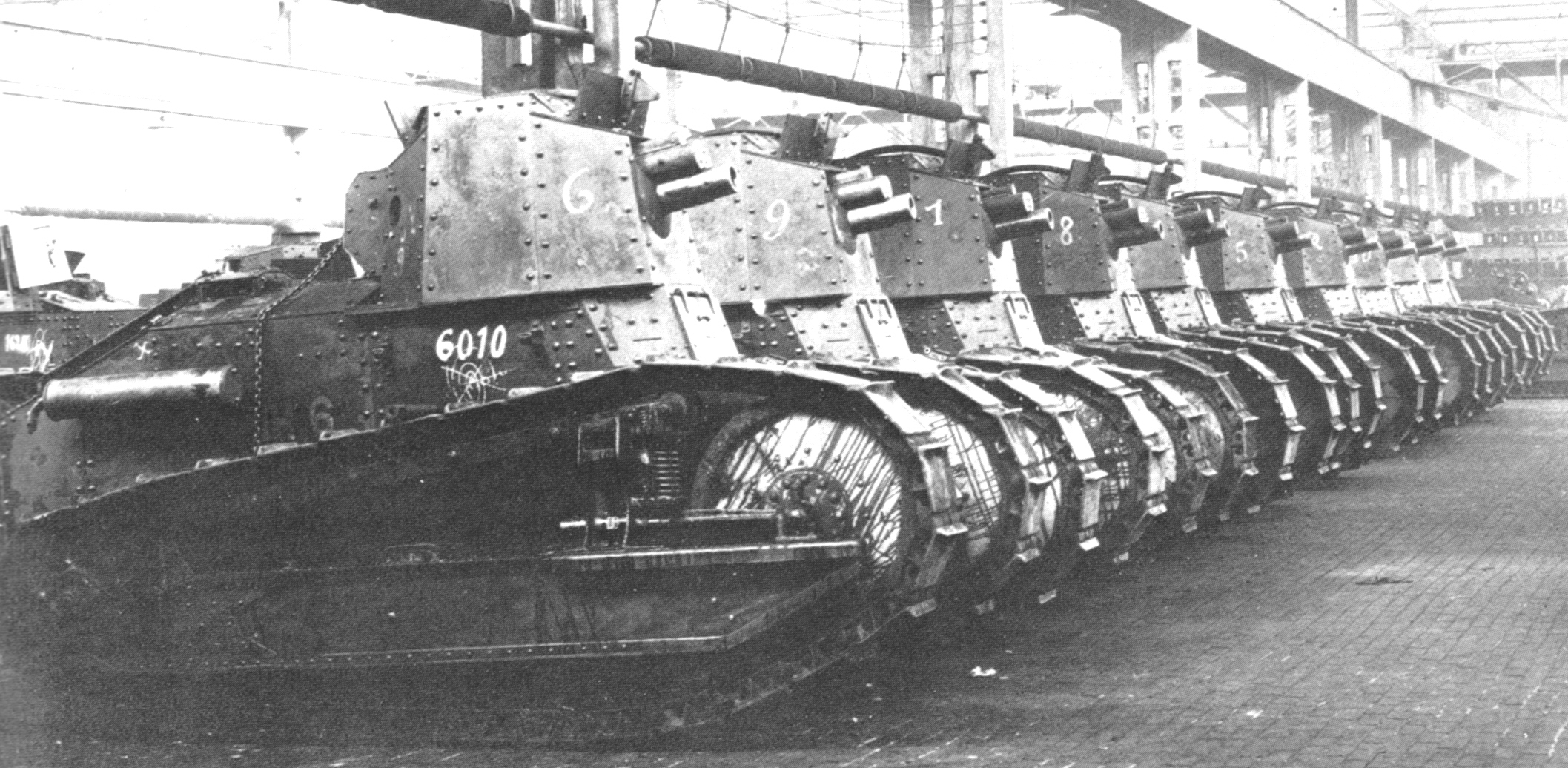
Der Renault FT wurde ab 1918 von der französischen und US-amerikanischen Armee in großen Stückzahlen gegen die deutschen Truppen eingesetzt. Hier eine Sturmgeschütz-Variante mit einem Blockhaus-Schneider 75-mm-Geschütz in der Kurzrohrvariante.

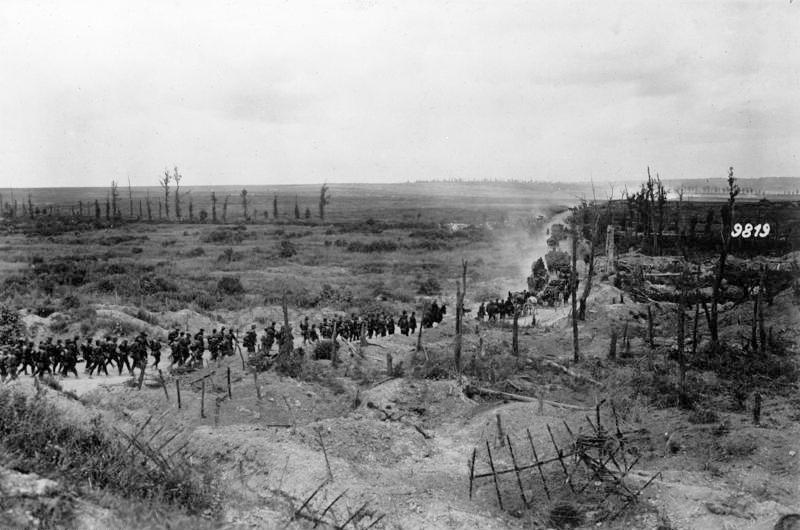
Deutsche Kolonnen passieren 1918 eine eroberte französische Stellung zwischen Loivre und Brimont im Departement Marne. Typische, durch monatelangen Artilleriebeschuss entstandene „Mondlandschaft“ des Grabenkrieges

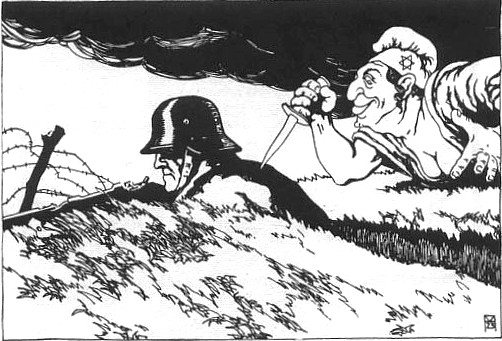
Antisemitische Postkarte zur Dolchstoßlegende von 1919

Im Jahr 1958 wurde von Siegfried A. Kaehler das Buch Generalstabsdienst an der Front und in der O.H.L. herausgegeben. In diesem Werk wurden Tagebuchaufzeichnungen und Briefe (vor allem an seine Frau) von Albrecht von Thaer während des Ersten Weltkrieges veröffentlicht und kommentiert. Kaehler hatte es große Mühe bereitet, von Thaer die Erlaubnis zur Veröffentlichung zu erhalten. Der hatte aber schließlich zugestimmt, diese nach seinem Tode herausgeben zu dürfen. Aufgrund der Position Thaers direkt im Machtzentrum des deutschen Heeres in der Endphase des Krieges, und auch wegen seiner freimütig kritischen Haltung zu den Entscheidungen der Obersten Heeresleitung, wurden seine Unterlagen zu herausragenden Quellen für die Beurteilung der Geschichte des Ersten Weltkrieges. Auch wenn teilweise kritisiert wurde, dass er aus Geheimhaltungsgründen die Vorgänge im Großen Generalstab nicht hätte niederschreiben dürfen, kann mit deren Hilfe heute die Haltung wichtiger Protagonisten (Ludendorff, Hindenburg, Kaiser Wilhelm II.) in der Endphase des bereits verlorenen Krieges, deren Motivation und Mitschuld, wie auch die Entstehung der Dolchstoßlegende nachgezeichnet werden.

### Die ersten Panzer
Erstmals setzten die Alliierten Tanks am 15. September 1916 bei Combles, Flers und Courcelette (in der Sommeschlacht) im Rahmen eines Angriffs der II., XIV. und XV. Korps der 4. Armee (unter General Henry Rawlinson) auf Stellungen der deutschen 1. Armee unter General Fritz von Below ein. Auch wenn bei diesem ersten Einsatz von Panzern in der Kriegsgeschichte von den ursprünglich zur Verfügung stehenden 49 Tanks nur wenige zum Einsatz kamen und diese wenig Eindruck auf den Gegner machten oder zum Erfolg des Angriffs beitrugen, konnten sich bei zunehmender Erprobung und Verbesserung Panzer vom Typ Mark I im Laufe des Krieges in ihrer Wirkung und damit Bedeutung erheblich steigern. Ludendorff unterschätzte die neue Waffe so sehr, dass er die eigene Tank-Produktion in Deutschland drosseln ließ. Als einer der ersten höheren Offiziere erkannte Thaer die potentielle Gefahr, die in den feindlichen Panzern lag. Bereits am 30. Januar 1917 notiert er: „Fortgesetzt beschäftigt mich die Frage der Tanks … Bei der OHL werden sie wohl unterschätzt.“
Bei der Arras-Schlacht im Frühjahr 1917 wurden von den Alliierten wiederum Tanks eingesetzt, hier war vor allem das IX. Reserve-Korps betroffen, dessen Stabschef Thaer zu dem Zeitpunkt war. Obwohl Arras letztlich in einer Niederlage für die britischen Angreifer endete, stellte er mit erneut kritischem Blick auf die Heeresführung fest: „Unsere Infanterie hat entschieden auch vorn vor den Tanks sich sehr erschreckt und zwar berechtigterweise, denn sie ist wehrlos dagegen. Infanteriemunition schlägt nicht durch, jetzt kommt eine Munition, die durchschlagen soll, aber leider scheint man bei der OHL die Gefahr der Tanks unbegreiflicherweise zu unterschätzen.“
Im weiteren Kriegsverlauf wurden zunehmend weiterentwickelte Panzer eingesetzt. Zum ersten Mal tauchten 1918 in großer Zahl auch schnelle französische Renault-Tanks auf dem Schlachtfeld auf. „Für die Artillerie ist das Treffen solcher Biester“, urteilte Thaer damals, „fast so schwer wie der Büchsenschuß beim Treiben auf Rotwild.“

### Beim Reservekorps an der Front
Thaer, von 1915 bis Frühjahr 1918 beim IX. Reserve-Korps direkt an der Front eingesetzt, erlebte die zunehmende physische und psychische Ermüdung der Truppe im Grabenkrieg mit. Am 7. August 1917 beschrieb er in einem Brief an seine Frau zu den zurückliegenden Tagen, die trotz Kampfes zu erheblichem Geländeverlust geführt hatten, dass das IX. Reserve-Korps nach 14-tägigem ununterbrochenen Einsatz am Ende seiner Kräfte sei. Die Infanterie habe mindestens die Hälfte der Männer verloren, die Überlebenden seien keine Menschen mehr, sie seien unfähig zu weiteren Aktionen. Energische Offiziere seien zerbrochen.
Die Motivation der deutschen Soldaten nahm zunehmend ab: „Nun ist die Enttäuschung da und sie ist groß“, schreibt Thaer im April 1918. „Dies ist der Grund, warum sich auch artilleristisch gut vorbereitete Angriffe totlaufen, so bald unsere Infanterie über die stark vertrommelte Zone hinauskommt.“ Bis zu den gescheiterten Frühjahrsoffensiven des deutschen Heeres 1918 gab es jedoch im Verhältnis zu den alliierten Truppen relativ wenige Fälle von Fahnenflucht. Während der Frühjahrsoffensive erreichten Motivation und Kampfmoral der Truppe sogar noch einmal einen Höhepunkt und erst nach deren Fehlschlagen zerbröckelte die Kampfmoral. Dazu bemerkte Thaer: „… Persönlich habe ich mich davon überzeugen müssen, dass durchweg die Truppen jetzt unter der Depression einer sehr grossen Enttäuschung standen. Es war nicht mehr der Angriffsgeist des 21. März und der unmittelbar nachfolgenden Tage, wie ich es südlich Arras vor 4 bis 6 Wochen noch miterlebt habe … Dass diese Hoffnung gescheitert ist, darüber ist jeder Kompanieführer und jeder Batterieführer und demgemäss jeder Musketier und Kanonier hier im Abschnitt von Armentières sich klar … Bei den schwächeren Charakteren zeigen sich schon üblere Folgen: … Allgemeine Drückebergerei …“
Über einen Kaiserbesuch beim Korps notierte Thaer: „Seine Majestät sah sehr gut aus, war huldvoll und sprach meist von Allerweltsachen, was er vom Kriege sagte war so, dass man besser darüber schweigt. Excellenz von Boehn (der Kommandierende General) wurde leichenblass. Ob seine Majestät wohl ahnt, um was es in diesem Krieg auch für ihn geht, und dass es um Zepter und Krone geht, auch für die Hohenzollern.“

### Die letzten Kriegsmonate im Großen Hauptquartier
Nachdem er Ende April 1918 zum Stab der OHL versetzt worden war, meldete Thaer sich am 1. Mai 1918 bei Hindenburg und Ludendorff. Er hatte sich vorgenommen, den beiden Heeresführern offen zur Lage an der Front zu berichten. Entsprechend nüchtern fiel seine Beurteilung aus. Darauf reagierte Hindenburg mit den Worten: „Na, mein lieber Herr von Thaer, Ihre Nerven sind nun gewiss durch die letzten üblen Wochen, die Sie hinter sich haben, etwas mitgenommen. Ich denke, an der guten Stimmung im Großen Hauptquartier werden Sie sich nun bald wieder aufrichten.“ Ähnliches wiederholte sich kurz darauf bei der Meldung beim ersten Generalquartiermeister. Ludendorff rief: „Was soll Ihr ganzes Geunke? Was wollen Sie von mir, soll ich jetzt Frieden a tout prix machen?“ Thaer antwortete: „Exzellenz, davon habe ich doch wohl kein Wort gesagt … Mir ist es Pflicht, und sehr schmerzliche, darauf hinzuweisen, das unsere Truppe nicht besser wird sondern allmählich immer schlechter.“ Ludendorff fuhr fort: „Wenn die Truppe schlechter wird, wenn die Disziplin nachläßt, so ist das Euere Schuld, die Schuld aller Kommandostellen vorne, die nicht zufassen. Wie wäre es sonst möglich, daß ganze Divisionen sich festgefressen und festgesoffen haben bei erbeuteten feindlichen Magazinen und nicht den so nötigen Angriff weiter vorwärtstrugen. Das ist doch der Grund, daß die große März-Offensive und jetzt Georgette nicht weitergekommen sind.“
Im Folgenden erkannte Thaer zunehmend die Fehleinschätzung der Lage durch Ludendorff, obwohl er ihn als Vorgesetzten und militärischen Führer schätzte. Ab einem gewissen Zeitpunkt war sich aber auch Ludendorff des verlorenen Krieges bewusst. Nach dessen Ausführungen vor Offizieren des Generalstabs am 1. Oktober 1918, die sinngemäß durch Thaers Bericht erhalten sind, musste dieser ihm zur Lage vortragen. Als Thaer Ludendorff fragte, ob er an Stelle der Feinde den Antrag auf Waffenstillstand annehmen würde, antwortete dieser: „Nein, sicher nicht, …“

### Entstehung der Dolchstoßlegende
Es ist umstritten, wer die Metapher des Dolchstoßes als Grund für den verlorenen Ersten Weltkrieg geprägt hat. Aus den Aufzeichnungen Thaers geht hervor, dass die Idee zu einer solchen Abwälzung von Verantwortung im Hauptquartier der Obersten Heeresleitung entstand. Auch wenn Hindenburg und Ludendorff im Laufe des letzten Kriegsjahres die drohende Niederlage und damit das Nichteintreffen ihrer eigenen Prognosen erkannten und ihre Fehlleistungen mit dem Finden von Schuldigen außerhalb des Militärs zu kaschieren versuchten, ist bei ihnen aber noch nicht von einem geplanten oder tückischen Verrat die Rede, sondern von dem mehr oder weniger fahrlässigen Versagen der Heimat in den letzten beiden Kriegsjahren („Heimat liefert nurmehr schlechtes Menschenmaterial und unzureichende Kriegsmittel“). Thaer zitierte Ludendorff am 1. Oktober 1918: „Zur Zeit haben wir also keinen Kanzler. Wer es wird, steht noch aus. Ich habe aber S.M. gebeten, jetzt diejenigen Kreise an die Regierung zu bringen, denen wir es in der Hauptsache zu danken haben, dass wir jetzt so weit gekommen sind. Wir werden also diese Herren jetzt in die Ministerien einziehen sehen. Die sollen nun den Frieden schließen, der jetzt geschlossen werden muss. Sie sollen jetzt die Suppe essen, die sie uns eingebrockt haben!“ Man kann diese Argumentation deshalb nur als eine Art Rückzugsideologie und damit erste Phase des Aufkommens der Dolchstoßlegende bezeichnen. Sie diente der Verschleierung des Versagens militärischer Führer, mithin dem Schutz von Einzelpersonen.
Erst später entwickelt sich diese Schutzbehauptung – auch noch unter Ludendorff – zu einer vor allem innenpolitisch motivierten Legende, die zunächst den Revolutionären vom November 1918 wie auch demokratischen Politikern Schuld an der Kriegsniederlage zu geben versuchte, was sich ebenfalls bereits in der Ludendorff-Ansprache vom 1. Oktober 1918 abzeichnete: „unsere eigene Armee sei leider schon verseucht durch das Gift der spartakistisch-sozialistischen Ideen. Auf die Truppe sei kein Verlass mehr … Er könne nicht mit Divisionen operieren, auf die kein Verlass sei …“
Die Behauptung, dass das eigentlich siegreich vorstürmende Heer („im Felde unbesiegt“) erdolcht worden sei und die damit verbundene Rede von den „Novemberverbrechern“ war eine schwere Hypothek für die Weimarer Republik. Noch später wurde die Legende über den Dolchstoß um die Behauptung einer alliierten Kriegsschuldlüge und Beteiligung jüdischer Kräfte so propagandistisch ausgebaut, dass sie bis in die Endphase des Zweiten Weltkriegs das deutsche Offizierskorps großteils von Maßnahmen gegen das nationalsozialistische Regime abhielt.

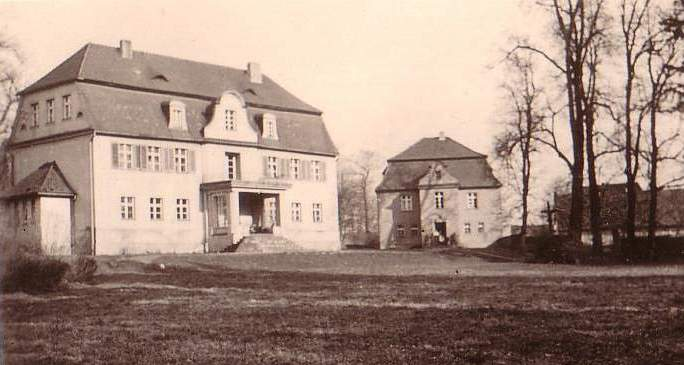
Rittergut Süsswinkel, Provinz Niederschlesien, ca. 1940.

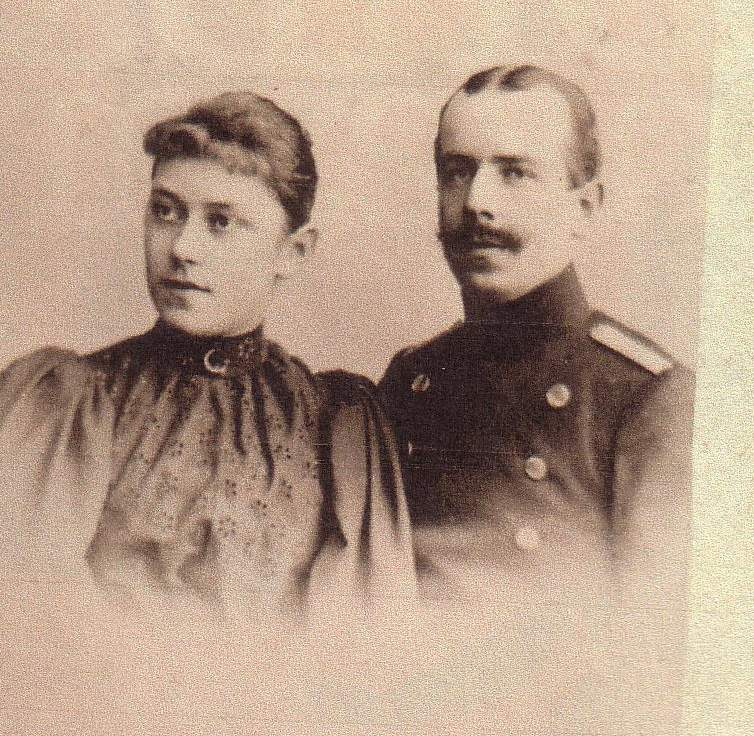
Brautbild von Albrecht von Thaer mit Elisabeth Walther-Weisbeck im Jahr 1894

## Zivile Karriere
Nach seinem Abschied von der Reichswehr wurde der damals 54-jährige Thaer im Jahr 1922 Generaldirektor sowie Generalbevollmächtigter für die schlesischen Besitzungen des 1918 abgedankten Königs von Sachsen, Friedrich August III. Der ehemalige König, der 1918 seinen Wohnsitz in Sibyllenort bei Oels in Niederschlesien genommen hatte, verfügte hier über einen land- und forstwirtschaftlichen Besitz von ca. 20.000 Hektar. Thaer bezog 1922 eine Dienstwohnung in Domatschine bei Sibyllenort. Diese Tätigkeit Thaers endete 1934, etwa zwei Jahre nach dem Tode Friedrich Augusts III. Eine der letzten Amtshandlungen Thaers war die Organisation der Begräbnisfeierlichkeiten am 23. Februar 1932 in Dresden für den in den Jahren zu einem Freund gewordenen ehemaligen König.
Hans-Erich Volkmann zitiert zur „Radikalisierung des Ostelbiertums zu Gunsten des Nationalsozialismus“, einen Brief Thaers an Kurt von Schleicher vom 13. März 1930, in dem Thaer schrieb:

„Mag auch das Programm der Nazis noch so wirr sein, so werden die doch hoffentlich dem jetzigen jammerhaften Staatswesen den Garaus machen [...] Vielleicht kommen wir so wieder hoch.“

Nach dem Tod von Friedrich August von Sachsen bewirtschaftete Thaer das etwa 1.000 Hektar große Rittergut Süßwinkel (seit 1945 Kątna), ebenfalls bei Oels gelegen. Dieses Gut hatte Hans Merensky im Jahr 1934 aus dem Besitz Friedrich Augusts III. herausgekauft. 1938 erhielten Thaer und sein Bruder Georg Süßwinkel als Geschenk von Merensky. Der – ein deutschstämmiger Geologe, der in den 1920er Jahren in Südafrika durch Funde von Diamanten und Platin zu einem erheblichen Vermögen gekommen war – hatte seine Kindheit zeitweise gemeinsam mit den etwa gleich alten Thaer-Brüdern in Pawonkau verbracht, da sein Vater Alexander Merensky, ein Freund der Familie Thaer, als Missionar und Arzt in Transvaal tätig war.
Anfang 1945 musste Thaer vor der vorrückenden Roten Armee fliehen und siedelte nach Gronau bei Hannover um.

## Familie
Thaer heiratete 1895 in Wegeleben Elisabeth Walther-Weisbeck (1876–1941), die Tochter des königlichen Amtsrats und Besitzers des Ritterguts in Wegeleben, August Walther-Weisbeck (1845–1925). Das Ehepaar hatte vier Kinder (Ursula, Albrecht Ernst, Brunhild, Gisela). Der Sohn, Rittmeister der Reserve Albrecht Ernst von Thaer (1900–1946) war seit 1934 Landrat des Kreises Oberbarnim. Er war mit Annemarie von Lucke (* 1913), Tochter eines Landrates und Rittergutsbesitzers verheiratet und starb nach Kriegseinsatz an den Folgen einer Schussverletzung und der unmittelbar sich anschließenden sowjetischen Kriegsgefangenschaft.
Die erste Tochter Ursula starb bereits als Kind. Die Tochter Brunhilde starb unverheiratet (1901–1994). Die jüngste Tochter Gisela (1904–1999) war mit Bogislav Graf von Pfeil und Klein-Ellguth (1895–1977) aus Wildschütz (Kreis Oels) verheiratet. Eine Tochter aus dieser Ehe heiratete 1960 Eckard von Scherenberg (1934–2008), Besitzer des Wasserschlosses Kriegshoven bei Heimerzheim.

## Veröffentlichung
- Generalstabsdienst an der Front und in der O.H.L. Aus Briefen und Tagebuchaufzeichnungen 1915–1919. Unter Mitarbeit von Helmuth K. G. Rönnefarth herausgegeben von Siegfried A. Kaehler. Vandenhoeck & Ruprecht, Göttingen 1958.
- Aus Gegenwart und Vergangenheit! In: Brunhilde von Thaer: Abschrift der Familienchronik der Familie von Thaer, begonnen von Ernst von Thaer in Panthen und Liegnitz. Familienarchiv, Oberkassel bei Bonn, ca. 1982, S. 30ff.

## Weitere Literatur
- Meyers Großes Konversations-Lexikon. Distanzritt. Band 5, Leipzig 1906, S. 56.